# Suillus spectabilis
Suillus spectabilis är en svampart som tillhör divisionen basidiesvampar, och som först beskrevs av Peck, och fick sitt nu gällande namn av Carl Ernst Otto Kuntze. Suillus spectabilis ingår i släktet Suillus, och familjen Gomphidiaceae. Enligt den finländska rödlistan är arten starkt hotad i Finland. Arten har ej påträffats i Sverige. Artens livsmiljö är moskog.